# Division d'Honneur 1934-1935 (Lussemburgo)
La Division d'Honneur 1934-1935 è stata la 25ª edizione del massimo campionato lussemburghese di calcio. La stagione è iniziata il 26 agosto 1934 ed è terminata il 31 dicembre 1934. La squadra CA Spora Luxembourg ha vinto il titolo per la quinta volta nella sua storia.

## Formula
2 punti alla vittoria, un punto al pareggio, nessun punto alla sconfitta.
Le 8 squadre partecipanti si affrontano in un girone di andata e ritorno, per un totale di 14 giornate.

Le ultime due classificate retrocedono direttamente in Promotion.

## Classifica finale
|                        | Pos. | Squadra               | Pt | G  | V | N | P | GF | GS | DR  |
| ---------------------- | ---- | --------------------- | -- | -- | - | - | - | -- | -- | --- |
| Lussemburgo (bandiera) | 1.   | Spora Luxembourg      | 20 | 14 | 9 | 2 | 3 | 33 | 15 | +18 |
|                        | 2.   | Red Boys Differdange  | 17 | 17 | 8 | 1 | 5 | 40 | 27 | +13 |
|                        | 3.   | Jeunesse Esch         | 14 | 14 | 6 | 2 | 6 | 27 | 24 | +3  |
|                        | 4.   | US Dudelange          | 14 | 14 | 6 | 2 | 6 | 35 | 40 | -5  |
|                        | 5.   | Red Black Pfaffenthal | 13 | 14 | 4 | 5 | 5 | 21 | 23 | -2  |
|                        | 6.   | Union Luxembourg      | 13 | 14 | 5 | 3 | 6 | 27 | 31 | -4  |
|                        | 7.   | Aris Bonnevoie        | 11 | 14 | 5 | 1 | 8 | 27 | 39 | -12 |
|                        | 8.   | Progrès Niedercorn    | 10 | 14 | 4 | 2 | 8 | 20 | 31 | -11 |

Legenda:

      Campione del Lussemburgo 1934-1935

      Ai play off Salvezza/Promozione

## Play-off Salvezza/Promozione
- 12 maggio 1935 The National Schifflingen - Stade Dudelange 2 - 1
- 19 maggio 1935 Stade Dudelange - Progrès Niedercorn 1 - 4
- 26 maggio 1935 The National Schifflingen - Progrès Niedercorn 3 - 2
- 16 giugno 1935 Aris Bonnevoie - Progrès Niedercorn 3 - 1
- 23 giugno 1935 Stade Dudelange - Aris Bonnevoie 1 - 5
- 30 giugno 1935 Aris Bonnevoie - The National Schifflingen n. d.

### Calendario
| Andata (1ª)  | Andata (1ª) | Prima giornata          | Ritorno (8ª) | Ritorno (8ª) |
|              |             |                         |              |              |
| 26 ago. 1934 | 4-2         | Jeunesse-Aris           | 0-2          | 28 ott. 1934 |
| 26 ago. 1934 | 5-2         | Niedercorn-US Dudelange | 3-0          | 28 ott. 1934 |
| 26 ago. 1934 | 1-2         | Spora-Red Black         | 1-0          | 28 ott. 1934 |
| 26 ago. 1934 | 3-1         | Union-Red Boys          | 2-5          | 28 ott. 1934 |

| Andata (2ª) | Andata (2ª) | Seconda giornata   | Ritorno (9ª) | Ritorno (9ª) |
|             |             |                    |              |              |
| 2 set. 1934 | 3-1         | Aris-Niedercorn    | 3-1          | 11 nov. 1934 |
| 2 set. 1934 | 1-1         | Red Black-Jeunesse | 0-2          | 11 nov. 1934 |
| 2 set. 1934 | 1-3         | Red Boys-Spora     | 2-2          | 11 nov. 1934 |
| 2 set. 1934 | 6-1         | US Dedalange-Union | 3-1          | 11 nov. 1934 |

| Andata (3ª) | Andata (3ª) | Terza giornata       | Ritorno (10ª) | Ritorno (10ª) |
|             |             |                      |               |               |
| 9 set. 1934 | 2-2         | Aris-US Dedalange    | 3-2           | 18 nov. 1934  |
| 9 set. 1934 | 2-0         | Jeunesse-Red Boys    | 1-4           | 18 nov. 1934  |
| 9 set. 1934 | 1-1         | Niedercorn-Red Black | 1-2           | 18 nov. 1934  |
| 9 set. 1934 | 3-2         | Spora-Union          | 0-1           | 18 nov. 1934  |

| Andata (4ª)  | Andata (4ª) | Quarta giornata     | Ritorno (11ª) | Ritorno (11ª) |
|              |             |                     |               |               |
| 16 set. 1934 | 4-1         | Red Black-Aris      | 0-5           | 25 nov. 1934  |
| 16 set. 1934 | 1-2         | Red Boys-Niedercorn | 4-1           | 25 nov. 1934  |
| 16 set. 1934 | 1-2         | Union-Jeunesse      | 2-1           | 25 nov. 1934  |
| 16 set. 1934 | 2-1         | US Dedalange-Spora  | 1-3           | 25 nov. 1934  |

| Andata (5ª)  | Andata (5ª) | Quinta giornata        | Ritorno (12ª) | Ritorno (12ª) |
|              |             |                        |               |               |
| 23 set. 1934 | 0-4         | Aris-Red Boys          | 0-3           | 9 dic. 1934   |
| 23 set. 1934 | 0-0         | Jeunesse-Spora         | 1-4           | 9 dic. 1934   |
| 23 set. 1934 | 3-1         | Niedercorn-Union       | 2-2           | 9 dic. 1934   |
| 23 set. 1934 | 4-1         | Red Black-US Dedalange | 1-1           | 9 dic. 1934   |

| Andata (6ª)  | Andata (6ª) | Sesta giornata        | Ritorno (13ª) | Ritorno (13ª) |
|              |             |                       |               |               |
| 30 set. 1934 | 7-1         | Jeunesse-US Dedalange | 3-4           | 16 dic. 1934  |
| 30 set. 1934 | 2-1         | Red Boys-Red Black    | 4-3           | 16 dic. 1934  |
| 30 set. 1934 | 4-0         | Spora-Niedercorn      | 2-0           | 16 dic. 1934  |
| 30 set. 1934 | 5-1         | Union-Aris            | 4-2           | 16 dic. 1934  |

| Andata      | Andata | Settima giornata      | Ritorno | Ritorno      |
|             |        |                       |         |              |
| 7 ott. 1934 | 2-3    | Aris-Spora            | 1-6     | 31 dic. 1934 |
| 7 ott. 1934 | 2-0    | Niedercorn-Jeunesse   | 1-3     | 31 dic. 1934 |
| 7 ott. 1934 | 0-0    | Red Black-Union       | 2-2     | 31 dic. 1934 |
| 7 ott. 1934 | 2-8    | US Dedalange-Red Boys | 5-1     | 31 dic. 1934 |